# Danilo (Fußballspieler, 2001)
Danilo (* 29. April 2001 in Salvador; bürgerlich Danilo dos Santos de Oliveira) ist ein brasilianischer Fußballspieler. Der defensive Mittelfeldspieler steht seit Januar 2023 beim englischen Erstligisten Nottingham Forest unter Vertrag.

## Karriere

### Verein
Danilo spielte in der Jugend für den EC Bahia und EC Jacuipense, ehe er 2018 über PFC Cajazeira zu Palmeiras São Paulo wechselte. Ab September 2019 wurde er dort für die erste Mannschaft eingesetzt und sammelte zunächst Erfahrungen in der Série A. Mit seinem Team gewann er Ende Januar 2021 die Copa Libertadores 2020, worüber sich Palmeiras für die FIFA-Klub-Weltmeisterschaft 2020 qualifizierte und dort den vierten Platz belegte. Bei der in Katar ausgespielten Klub-WM wurde Danilo in beiden Spielen seiner Mannschaft eingesetzt. Darüber hinaus gewann der Mittelfeldspieler mit seinem Verein Anfang März 2021 die Copa do Brasil und verlor im Mai 2021 gegen den FC São Paulo das Finale um die Staatsmeisterschaft von São Paulo. In der Saison 2021 gewann der Brasilianer als Stammspieler seiner Mannschaft erneut die Copa Libertadores; bei der anschließenden Klub-WM 2021 wurde Palmeiras nach einem kurz vor Ende der Verlängerung verlorenen Finale gegen den FC Chelsea Zweiter. In der brasilianischen Meisterschaft belegte der Verein den dritten Platz, wobei Danilo dazu in 22 Spielen 2 Tore beisteuern konnte. Nach dem Sieg in der Staatsmeisterschaft 2022 konnte Danilo mit Palmeiras im November 2022 deren elften nationalen Meistertitel feiern.
Im Januar 2023 wechselte der 21-Jährige zum englischen Erstligisten Nottingham Forest und folgte damit seinem Mannschaftskameraden Gustavo Scarpa, der wenige Tage vorher beim Aufsteiger unterschrieben hatte. Danilo unterzeichnete in Nottingham einen bis 2029 gültigen Vertrag.

### Nationalmannschaft
Am 11. Mai 2022 wurde Danilo erstmals für den A-Kader der Nationalmannschaft berufen. Er reiste im Juni 2022 mit zu Vorbereitungsspielen zur Weltmeisterschaft 2022 gegen Südkorea und Japan, kam aber in keinem Spielen zum Einsatz.

## Erfolge
Palmeiras São Paulo
- Brasilianischer Pokalsieger: 2020
- Copa-Libertadores-Sieger: 2020, 2021
- Recopa Sudamericana: 2022
- Campeonato Brasileiro de Futebol: 2022